# Hôtel Gohin de Montreuil
L'Hôtel Gohin de Montreuil est un hôtel particulier du XVIe siècle situé 15 rue du Canal, dans la ville d'Angers, en Maine-et-Loire.